# Merab Ninidze
Merab Ninidze (en géorgien : მერაბ ნინიძე) est un acteur soviétique puis géorgien, né le 3 novembre 1965 à Tbilissi (alors en URSS),.

## Biographie
Merab Ninidze naît le 3 novembre 1965 à Tbilissi dans une famille d'artistes. Sa grand-mère, Zeinab Gogoberidze, est professeur de musique et son grand-père, Sergo Akhaladze, metteur en scène de théâtre. Sa cousine Iya Ninidze est également actrice.
Diplômé du département de théâtre de l'université d'État de théâtre et de cinéma Chota-Roustavéli(atelier de Gizo Jordania). De 1986 à 1991, il est acteur au Théâtre national Roustavéli.
Sa carrière cinématographique commence en 1984, sous la direction de Tenguiz Abouladzé, dans le Le Repentir.
En 1994, Merab Ninidze s'installe en Autriche et travaille depuis en Autriche et en Allemagne.
La Lune de Jupiter, où il tient le premier rôle, est sélectionné au festival de Cannes 2017 et remporte le Grand Prix Nouveau Genre à L'Étrange Festival 2017, et le prix du meilleur film au Festival de Sitges 2017.

## Filmographie

### Cinéma
- 1984 : Le Repentir de Tenguiz Abouladzé : Tornike
- 1985 : Ert patara qalaqshi
- 1985 : Sapekhuri
- 1987 : Oromtriali
- 1987 : Pesvebi
- 1989 : Miakhloeba
- 1991 : O, ra tkbilia ganshorebis es nazi sevda
- 1994 : Gza Chalaurisaken
- 1994 : The Quality of Mercy : Nikolai
- 1994 : L'Espace de la grâce (Hasenjagd – Vor lauter Feigheit gibt es kein Erbarmen)
- 1995 : Halbe Welt : Schwätzer
- 1997 : Die Schuld der Liebe : Unbekannter Mann
- 1997 : Le Jour où Sascha est revenu : Sascha
- 1998 : Suzie Washington : Resa Madani
- 1999 : In Heaven : Levi
- 1999 : Luna Papa de Bakhtiar Khudojnazarov : Alik
- 2000 : L'Angleterre ! (England!) : Pavel
- 2001 : Alma, la fiancée du vent : Russian Soldier
- 2001 : Ene mene muh - und tot bist du
- 2001 : Nowhere in Africa : Walter Redlich
- 2004 : Cattolica : Martin
- 2008 : Mediator : Hitman
- 2008 : Soldat de papier (Bumazhnyy soldat) : Doctor Daniil Pokrovsky
- 2008 : The Rainbowmaker : Datho
- 2010 : Der Kameramörder : Thomas
- 2011 : 4 Jours en mai : Major
- 2011 : Mein bester Feind : Moritz Haiden
- 2011 : Wintertochter : Alexej
- 2012 : Invasion : Konstantin
- 2012 : Le Quatrième Pouvoir (Die vierte Macht) : Sagalayev
- 2012 : Lyubov s aktsentom
- 2014 : Ch/B : Nurik
- 2015 : Die blauen Stunden : Der Maler
- 2015 : Le Pont des espions : principal interrogateur soviétique
- 2015 : Pod elektricheskimi oblakami : Nikolai
- 2015 : Le Syndrome de Petrouchka : Boris
- 2015 : Thank You for Bombing
- 2016 : Lou Andreas-Salomé : Friedrich Carl Andreas
- 2017 : Frühling ganz Ohr : Cem
- 2017 : Frühling in anderen Umständen : Cem
- 2017 : Hostages : Levan
- 2017 : La Lune de Jupiter : Gabor Stern
- 2017 : Une famille heureuse (Chemi Bednieri Ojakhi) : Soso
- 2020 : Un espion ordinaire (The Courier) de Dominic Cooke : Oleg Penkovsky
- 2021 : Sans aucun remords (Without Remorse) de Stefano Sollima : Andre Vaseliev
- 2021 : À résidence (Дело) d'Alexeï Alexeïevitch Guerman : David
- 2024 : Conclave d'Edward Berger : cardinal Sabbadin
- 2024 : April de Déa Kulumbegashvili :

### Courts-métrages
- 1991 : Gzajvaredini
- 2003 : Postalioni
- 2011 : Iz Tokio
- 2012 : Frühlings Erwachen
- 2017 : I Watch Her Sleep

### Télévision

#### Séries télévisées
- 1999-2001 : Rex, chien flic : Fritz Posch / Jiri Borowjez
- 2002 : Bella Block : Enver Fishta
- 2002-2012 : Une équipe de choc : Tamas Mikoladse / Nik 'Warenko
- 2004-2013 : Tatort : Richard / Roman Rustaveli / Peter Tobel
- 2004 : Le Temps des cerises (mini-série)
- 2006 : Doppelter Einsatz : Michael Petzold
- 2006 : Einsatz in Hamburg : Dr. Rixen
- 2007 : Meurtres en haute société : Dr. Ernesto Mendez
- 2008 : Die Gerichtsmedizinerin : Piontek
- 2008 : SOKO Kitzbühel : Andreas Johannis
- 2008-2015 : Un cas pour deux : Thomas Kubisch / Baladjan / Dix
- 2009 : Schnell ermittelt : Besim Kasapi
- 2010 : Küstenwache : Zlatko Ilic
- 2010 : Brigade du crime : Theo Gregoriladse
- 2010-2013 : SOKO Donau : Boris Aljechin / Hakim Kostres
- 2011 : Schicksalsjahre : Niklas Psathos
- 2012 : Commissaire Brunetti : Filippo Guarino
- 2012 : Russisch Roulette : Alexej Romanowitsch
- 2013 : Die letzte Spur : Khalil Rahimi
- 2013 : Police 110 : Victor Koslow
- 2013 : SOKO Köln : Luan Kreshnik
- 2014 : Die Detektive : Wassili Stepakoff
- 2014 : Mordkommission Istanbul : Ahmet Demir
- 2015 : Deutschland 83 : Alexej Stepanov / Alexei Stepanow
- 2016 : Berlin Station : Aleksandre Iosava
- 2018 : McMafia
- 2019 : Treadstone : Yuri Leniov

#### Téléfilms
- 1992 : Anas dabadebis dge
- 2002 : August der Glückliche : Leo
- 2002 : Terre perdue : Jean-Pierre
- 2004 : Das Bernstein-Amulett : Belajew
- 2004 : Das Schwalbennest : Sergej Chlejbnikow
- 2004 : Les étoiles brillent toujours : Ruben Costa
- 2005 : Conny und die verschwundene Ehefrau
- 2005 : Georgisches Liebeslied : Abili
- 2005 : Schön, daß es dich gibt : Peters Freund Gérard
- 2006 : Au fond de l'océan : Phil
- 2006 : Ce n'étaient pas tous des assassins : Russischer Offizier
- 2006 : Liebes Leid und Lust : André Schott
- 2007 : Troie, la cité du trésor perdu : Yannakis
- 2010 : Das Geheimnis in Siebenbürgen : Nikolai Ilinescu
- 2011 : Weihnachtsengel küsst man nicht : Alex
- 2012 : Blutadler : Wassyl Witrenko
- 2013 : Entre ennemis : Idris Maher
- 2014 : Bis zum Ende der Welt : Beros Vater
- 2015 : Frühling zu zweit : Cem
- 2016 : Hundertmal Frühling : Cem
- 2016 : Neben der Spur - Amnesie : Alexej Kuznet
- 2016 : Zeit für Frühling : Cem
- 2018 : Carneval